# Gnathochromis
Gnathochromis – rodzaj słodkowodnych ryb okoniokształtnych z rodziny pielęgnicowatych (Cichlidae). Ustanowiony przez Maxa Polla w 1981 roku dla gatunków ryb, endemitów jeziora Tanganika w Afryce Wschodniej.

## Klasyfikacja
Gatunki zaliczane do tego rodzaju:
- Gnathochromis permaxillaris
- Gnathochromis pfefferi

Gatunkiem typowym jest Limnochromis permaxillaris.
W 1986 roku Poll zaliczył Gnathochromis do plemienia Limnochromini, co wkrótce zostało zakwestionowane przez kilku badaczy, m.in. Sturmbauer i inni (2003). Gnathochromis pfefferi został zaliczony do plemienia Tropheini, co potwierdziły inne badania. T. Takahashi zaproponował przeniesienie tego gatunku do innego rodzaju, a dopóki to nie zostanie zrobione jego nazwę rodzajową proponuje zapisywać w cudzysłowie („Gnathochromis” pfefferi).